# Kick Master
Kick Master est jeu d'action plates-formes en 2D à thèmes d'arts martiaux et fantastique.
Le jeu a été développé par KID et édité par Taito. Il est sorti uniquement en Amérique du Nord en janvier 1992,,.

## Synopsis
Dans le Royaume imaginaire de Lowrel, le sorcier Belzed a fait assassiner le Roi et la Reine et kidnapper la Princesse Silphee. Deux frères, le chevalier Macren et Thonolan, le jeune Maître en Arts martiaux (Kickmaster), partent à son secours. Macren est blessé mortellement au début de la quête et c'est donc au seul Thonolan, avec les conseils de son maître Tasdan, de vaincre Belzed et ses sbires.

## Système de jeu
Le jeu a été comparé à Castlevania. Il est à défilement horizontal et composé des 8 niveaux : The Witches' Forest, The Caverns of No Return, Belzed's First Stronghold, Bottomless Crevasse, Aboard the Ship of Strife, Across the Swamps, A Long Way From Home et Belzed's Haunted Tower, avant la confrontation finale avec Belzed.
Thonolan attaque avec divers coup de pieds.